# Parc national Santos Luzardo
Le parc national Santos Luzardo est un parc national situé dans l'État d'Apure au Venezuela.
Il a été créé le 24 février 1988.